# El Tambo (Cauca)
Pour les articles homonymes, voir El Tambo.
El Tambo est une municipalité située dans le département de Cauca, en Colombie.